# 才川町 (前橋市)
才川町（さいがわまち）は、群馬県前橋市の旧町名である。
現在の若宮町一丁目、若宮町二丁目、若宮町三丁目、若宮町四丁目、日吉町四丁目の各一部にあたる。1966年（昭和41年）の住居表示の実施により、城東町二丁目、三丁目の各一部となった。

## 地理
前橋市中心部のうち北西に位置しており、概ね群馬県道151号津久田停車場前橋線を中心にに南北に広がっていた。

## 歴史
江戸時代頃からある地名であり、前橋藩領だった。町人町である細ヶ沢町、広瀬河岸、細ケ沢新町が区割され、前橋城下に編入された。1876年（明治9年）前橋城下武家地であった群馬郡前橋一才小路、東一才小路を編入。
1966年（昭和41年）の住居表示の実施に伴う町名変更により、若宮町一丁目、若宮町二丁目、若宮町三丁目、若宮町四丁目、日吉町四丁目の各一部となり消滅した。

### 年表
- 1889年 才川村を含む30町11大字を合併し東群馬郡前橋町が成立したため、前橋町の町名となる。
- 1892年 東群馬郡前橋町が市制施行して前橋市となる。その際に前橋市の町名となる。
- 1910年 前橋市の大字だった才川が才川町となる。
- 1966年 住居表示の実施に伴う町名変更により、南部が若宮町一丁目、若宮町二丁目、北部が若宮町三丁目、若宮町四丁目、東部が日吉町四丁目の各一部となり消滅。